# Sierras de Málaga

Weinbaugebiet Sierras de Málaga vor der Gebietserweiterung 2020

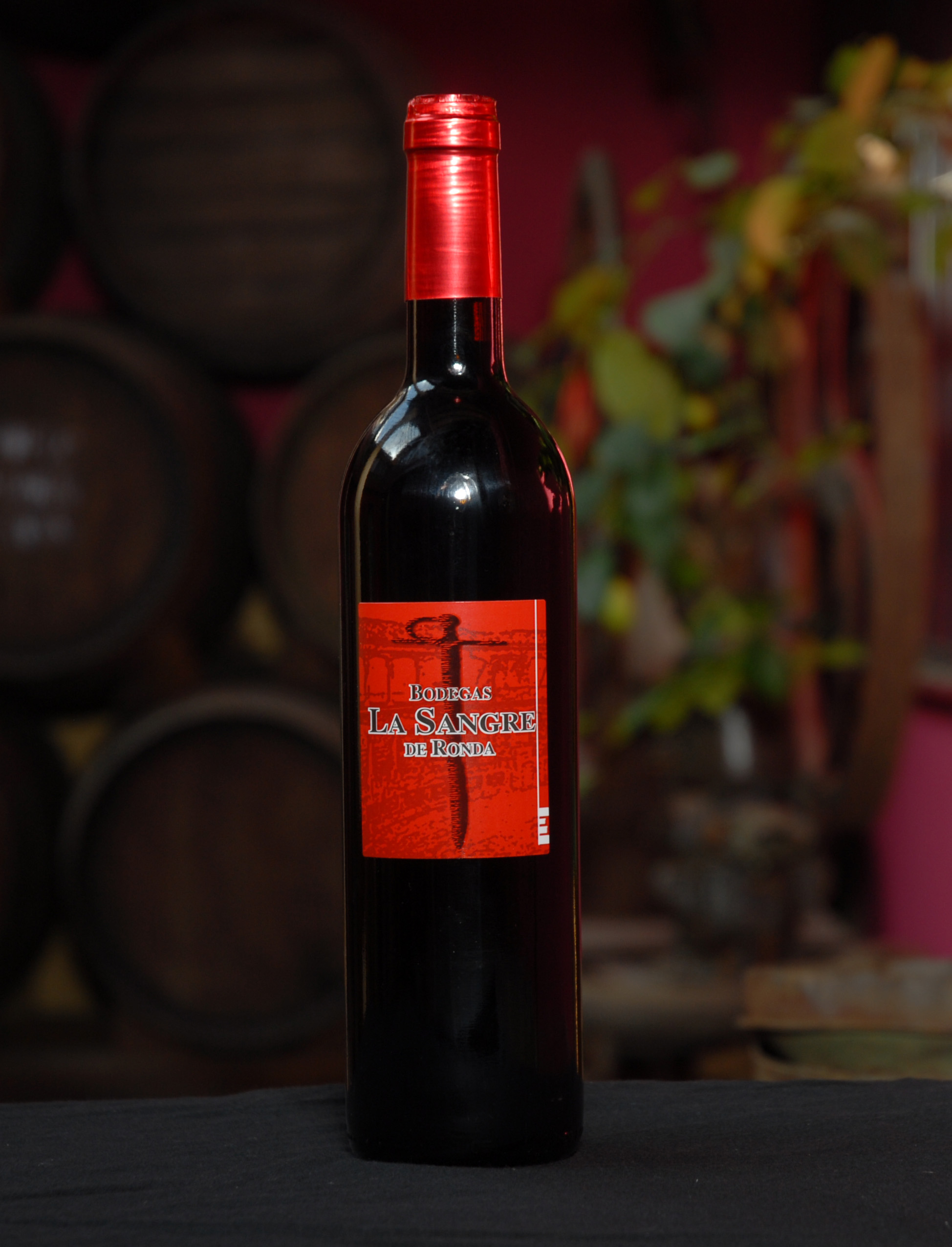
Rotwein aus Sierras de Málaga

Sierras de Málaga (spanisch für Gebirge von Málaga) ist die Herkunftsbezeichnung (spanisch Denominación de Origen, kurz D.O.) für klassische Rotweine, Weißweine und Roséweine aus dem Anbaugebiet des Likörweins Malagawein, für welchen es allerdings mit der Málaga D.O. eine abweichende Herkunftsbezeichnung neben Sierras de Málaga D.O. gibt. Die hier behandelte Sierras de Málaga D.O. hat im europäischen System von Herkunftsbezeichnungen den Rang einer geschützten Ursprungsbezeichnung (kurz g.U.; spanisch Denominación de Origen Protegida, kurz DOP).
Die Herkunftsbezeichnung wurde 2001 neu eingeführt.

## Weinbaugebiet
Der offizielle Name des Regulierungsrats lautet Consejo Regulador de las Denominaciones de Origen “Málaga”, “Sierras de Málaga” y “Pasas de Málaga”. Dieser Regulierungsrat der geschützten Ursprungsbezeichnung ist auch für die Qualitätskontrolle der Herkunftsbezeichnungen Málaga (Likörwein) und Pasas de Málaga (Rosinen) zuständig. Alle drei Herkunftsbezeichnungen erstreckten sich bis 2020 über dieselben Gemeinden. Mit der neuesten Überarbeitung der Regulationsverordnung vom 17. November 2020 sind einige neue Gemeinden zur Herkunftsbezeichnung Sierras de Málaga hinzugekommen, was das Weinbaugebiet vergrößert hat. Die zugelassenen Gemeinden für die Herkunftsbezeichnungen Málaga und Pasas de Málaga wurden jedoch noch nicht geändert, sodass das Weinbaugebiet für Sierras de Málaga seit 2020 größer und nicht mehr deckungsgleich zu den beiden anderen Herkunftsbezeichnungen ist.
Folgende Gemeinden bzw. Orte sind zum Anbau zugelassen: Málaga, Alameda, Alcaucín, Alfarnate, Alfarnatejo, Algarrobo, Algatocín, Alhaurín de la Torre, Alhaurín el Grande, Almáchar, Almargen, Almogía, Álora, Alozaina, Alpandeire, Antequera, Árchez, Archidona, Ardales, Arenas, Arriate, Atajate, Benadalid, Benahavís, Benalauría, Benalmádena, Benamargosa, Benamocarra, Benaoján, Benarrabá, El Borge, El Burgo, Campillos, Canillas de Aceituno, Canillas de Albaida, Cañete la Real, Carratraca, Cartajima, Cártama, Casabermeja, Casarabonela, Casares, Coín, Colmenar, Comares, Cómpeta, Cortes de la Frontera, Cuevas Bajas, Cuevas del Becerro, Cuevas de San Marcos, Cútar, Estepona, Faraján, Frigiliana, Fuengirola, Fuentepiedra, Gaucín, Genalguacil, Guaro, Humilladero, Igualeja, Istán, Iznate, Jimera de Líbar, Jubrique, Júzcar, Macharaviaya, Manilva, Marbella, Mijas, Moclinejo, Mollina, Monda, Montecorto, Montejaque, Nerja, Ojén, Parauta, Periana, Pizarra, Pujerra, Rincón de la Victoria, Riogordo, Ronda, Salares, Sayalonga, Sedella, Serrato, Sierra de Yeguas, Teba, Tolox, Torremolinos, Torrox, Totalán, Valle de Abdalajís, Vélez-Málaga, Villanueva de Algaidas, Villanueva de la Concepción, Villanueva del Rosario, Villanueva de Tapia, Villanueva del Trabuco, La Viñuela und Yunquera in der Provinz Málaga sowie Benamejí und Palenciana in der Provinz Córdoba.
Mit der Zusatzbezeichnung Serranía de Ronda wird eine Subzone innerhalb der Weinbaugebietes bezeichnet, die eine abgrenzbare geografische Einheit darstellt und für welche strengere Qualitätsstandards gelten, z. B. in Bezug auf den Erntevorgang. Die Subzone umfasst folgende Gemeinden: Algatocín, Alpandeire, Arriate, Atajate, Benadalid, Benalauría, Benaoján Benarrabá, Cartajima, Cortes de la Frontera, Cuevas del Becerro, Faraján, Gaucín, Genalgaucín, Igualeja, Jimena de Líbar, Jubrique, Júzcar, Montecorto, Montejaque, Parauta, Pujerra, Ronda und Serrato.
Darüber hinaus existieren folgende Teilgebiete (gelistet mit den entsprechenden zugehörigen Gemeinden), die eine abgrenzbare geografische Einheit bilden, aber keine weiteren Qualitätsvoraussetzungen mit sich bringen:
- Axarquía: Alcaucín, Alfarnate, Alfarnatejo, Algarrobo, Almáchar, Árchez, Arenas, Benamargosa, Benamocarra, Borge, Canillas de Aceituno, Canillas de Albaida, Comares, Cómpeta, Cútar, Frigiliana, Iznate, Macharaviaya, Moclinejo, Nerja, Periana, Rincón de la Victoria, Riogordo, Salares, Sayalonga, Sedella, Torrox, Totalán, Vélez-Málaga und La Viñuela,
- Montes de Málaga: Alhaurín de la Torre, Alhaurín el Grande, Almogía, Álora, Antequera (teilweise), Ardales, Carratraca, Cártama, Casabermeja, Coín, Colmenar, Málaga, Pizarra, Torremolinos und Villanueva de la Concepción,
- Manilva: Manilva, Casares und Estepona,
- Costa Occidental: Benahavís, Benalmádena, Fuengirola, Marbella und Mijas,
- Norte de Málaga: Alameda, Almargen, Antequera, Archidona, Benamejí, Campillos, Cañete la Real, Cuevas Bajas, Cuevas de San Marcos, Fuentepiedra, Humilladero, Mollina, Palenciana, Sierra de Yeguas, Teba, Valle de Abdalajís, Villanueva de Algaidas, Villanueva del Rosario, Villanueva de Tapia und Villanueva del Trabuco,
- Sierra de las Nieves: Alozaina, El Burgo, Casarabonela, Guaro, Istán, Monda, Ojén, Tolox und Yunquera.

Sowohl bei der Subzone als auch bei den Teilgebieten muss neben dem Anbau auch die Herstellung in dem genannten Gebiet stattfinden.

## Produkte

### Rebsorten
In dem Weinbaugebiet werden präferiert die Rebsorten Pedro Ximénez, Muskateller, Chardonnay, Macabeo, Sauvignon Blanc, Romé, Cabernet Sauvignon, Merlot, Syrah und Tempranillo angebaut. Daneben sind jedoch noch 15 weitere Rebsorten zugelassen, darunter Gewürztraminer und Riesling.

### Abgrenzung zum Malagawein
Im Vergleich zum Malagawein mit der Málaga D.O. ist ein Wein mit der Sierras de Málaga D.O. ein klassischer Wein, der nicht durch Aufspritung, Traubenmostzugabe oder durch Verwendung von eingetrockneten, überreifen Trauben hergestellt wurde. Entsprechend ist ein Wein mit der Sierras de Málaga D.O. nicht so süß beziehungsweise mit Rosinengeschmack wie die Malagaweine mit Málaga D.O. Es gibt zwar auch wenige trockene Malagaweine mit Málaga D.O., diese sind aber trotzdem hergestellt durch Aufspritung, Traubenmostzugabe oder durch Verwendung von eingetrockneten, überreifen Trauben und haben entsprechend einen sehr hohen Alkoholgehalt (ca. 20 Volumenprozent) und Rosinenaroma.
Ein Wein mit der Sierras de Málaga D.O. ist immer ein trockener Wein (Restzuckergehalt unter 12 g/l) mit maximal 15,5 Volumenprozent Alkohol. Somit ist er klar von Malagaweinen mit der Málaga D.O. abgrenzbar, in der Regel allein schon durch den trockenen Ausbau im Vergleich zum fast immer süßen Ausbau bei Malagaweinen mit der Málaga D.O. Zu den wenigen trockenen Malagaweinen mit der Málaga D.O. lässt er sich dann über den niedrigeren Alkoholgehalt abgrenzen.
Eine einzige Ausnahme bilden süße Rotweine aus dem Anbaugebiet. Diese dürfen nicht die Bezeichnung Málaga D.O. tragen, da dafür nur weiße Rebsorten zugelassen sind. Süße Rotweine dürfen jedoch mit der Bezeichnung Sierras de Málaga D.O. hergestellt werden, wenn sie durch die Verwendung von eingetrockneten, überreifen Trauben ihren hohen Zuckergehalt erhalten. Aufspritung, Traubenmostzugabe oder ein trockener Ausbau bei der Verwendung von eingetrockneten, überreifen Trauben (was einen Alkoholgehalt von über 15,5 Volumenprozent erzielen würde) ist bei süßen Rotweinen der Sierras de Málaga D.O. nicht gestattet. Der Restzuckergehalt muss bei über 45 g/l liegen. Somit ist die Herstellungsweise süßer Rotweine aus der Sierras de Málaga D.O. strenger reglementiert als die Herstellungsweise von dem immer weißen Malagawein mit der Málaga D.O., wo Aufspritung, Traubenmostzugabe oder ein trockener Ausbau möglich ist. Die Aufnahme der süßen Rotweine geschah mit der Änderung der Regulierungsverordnung zum 17. November 2020.